# Strychnos chlorantha
Strychnos chlorantha là một loài thực vật có hoa trong họ Mã tiền. Loài này được Progel miêu tả khoa học đầu tiên năm 1868.